# Tứ, Túc Châu
Tứ (chữ Hán giản thể: 泗县, âm Hán Việt: Tứ huyện) là một huyện của địa cấp thị Tú Châu Cộng hòa Nhân dân Trung Hoa. Huyện Tứ nằm ở đông bắc của An Huy. Huyện này có dân số 824.241 người năm 1999. Huyện Tứ có mã số bưu chính 234300. Về mặt hành chính được chia ra thành 18 trấn, 1 khu phát triển kinh tế. Các quốc lộ 104, 303 và 329 chạy qua huyện Tứ.